# Kurgan
Kurgan (în rusă Курган) este un oraș în sud-vestul Siberiei, în districtul Federal Ural din Rusia. Orașul Kurgan este capitala regiunii Kurgan.

## Geografie
Kurgan se situează la vest de câmpia Ișim, pe malul stând al râului Tobol, la o distanță de 1973 de km la est de Moscova, aproape de granița cu Kazahstan.

## Demografie
În anul 2012 populația din Kurgan era de 327.898 de locuitori, densitatea fiind de 857 persoane/km².

Evoluţia demografică în oraş

| an   | locuitori |
| ---- | --------- |
| 1710 | 539       |
| 1789 | 1.071     |
| 1895 | 7.376     |
| 1913 | 30.000    |
| 1926 | 28.000    |
| 1939 | 53.000    |
| 1956 | 106.100   |
| 1967 | 215.000   |
| 1976 | 293.000   |

| an   | locuitori |
| ---- | --------- |
| 1986 | 348.000   |
| 1998 | 368.300   |
| 2001 | 361.500   |
| 2002 | 345.515   |
| 2005 | 334.400   |
| 2010 | 333.640   |
| 2012 | 327.898   |
| 2014 | 325.720   |

## Orașe înfrățite
- Appleton, Wisconsin, USA
- Rufina, Toscana, Italia

## Personalități
- Leonid Borisovici Krasin (1870–1926), revoluționar rus
- Sergei Alexandrovici Vasiliev (1911–1975)
- Maksim Fadeev (n. 1968), cântăreț, compozitor, textier, producător muzical și de televiziune rus
- Sergei Vladimirovici Rublevski (n. 1974), jucător de șah rus
- Larisa Korobeinikova (n. 1987), scrimeră rusă specializată pe floretă
- Iulia Saviceva (n. 1987), cântăreață rusă